# 90817 Doylehall
90817 Doylehall è un asteroide della fascia principale. Scoperto nel 1995, presenta un'orbita caratterizzata da un semiasse maggiore pari a 2,7042060 UA e da un'eccentricità di 0,1339942, inclinata di 7,29061° rispetto all'eclittica.
L'asteroide è dedicato allo statunitense Doyle Hall che collabora al progetto autore della scoperta.